# Helmut Zilk
Helmut Zilk (Viena, 9 de juny de 1927 - Viena, 24 d'octubre de 2008) fou un periodista i polític austríac del Partit Socialdemòcrata d'Àustria. Fou batlle de Viena entre 1984 i 1994 i Ministre d'Educació, Ciència i Cultura entre 1983 i 1984.

## Biografia
Nascut a Viena el 9 de juny de 1927, fill d'un treballador d'un periòdic bohemi del 10è districte municipal vienès. El pare, de tall liberal, ràpidament es convertí en detractor del nazisme. Al final de la guerra, s'afilià a la Joventut Lliure Austríaca, propera al Partit Comunista d'Àustria (KPÖ), i partir del 10 d'abril de 1945, militant del partit. Tot i així, abandonà la militància comunista l'any següent.
Des de 1984 fins a l'any 1994 ostentà el càrrec de batlle de Viena. El desembre de 1993 va patir ferides importants en obrir una carta bomba enviada a casa seva, al districte municipal d'Innere Stadt, enviada per l'activista xenòfob Franz Fuchs.
L'octubre de 1998, el diari Süddeutsche Zeitung acusà Zilk d'haver col·laborat amb el servei secret txecoslovac (StB) durant els anys 60. Zilk negà les acusacions, i el desembre de 1998 es va resoldre el conflicte amb la visita de Václav Havel per a demanar disculpes.
Zilk morí el 24 d'octubre de 2008 a la seva ciutat natal de Viena, a l'edat de 81 anys, degut a un atac de cor, just després d'arribar a casa després de passar les vacances malalt a Portugal. Estava casat amb la cantant austríaca Dagmar Koller.